# Maszen
Maszen (hebr. משען) – moszaw położony w samorządzie regionu Chof Aszkelon, w Dystrykcie Południowym, w Izraelu.
Leży na nadmorskiej równinie w północno-zachodniej części pustyni Negew, w otoczeniu miasta Aszkelon, moszawów Berechja, Hodijja, Kochaw Micha’el i Bet Szikma, kibuców Negba i Sede Jo’aw, oraz wioski Bat Hadar.

## Historia
Moszaw został założony w 1949 przez żydowskich imigrantów z Jemenu.

## Edukacja, kultura i sport
W moszawie jest szkoła podstawowa, ośrodek kultury, oraz boisko do piłki nożnej.

## Gospodarka
Gospodarka moszawu opiera się na intensywnym rolnictwie i uprawach w szklarniach.

## Komunikacja
Wzdłuż zachodniej granicy moszawu przebiega droga ekspresowa nr 4  (Erez-Kefar Rosz ha-Nikra), brak jednak możliwości bezpośredniego wjazdu na nią. Z moszawu w kierunku północnym wychodzi lokalna droga, którą dojeżdża się do drogi ekspresowej nr 35  (Aszkelon-Hebron).